# هشام نقاش
محمد هشام نقاش (ولد في 7 مارس 1991 في الجزائر، الجزائر) لاعب كرة قدم جزائري يجيد اللعب في مركز المهاجم وبدرجة أقل الجناح الأيمن والأيسر. يلعب حاليا لصالح المحرق البحريني منذ 2022.

## المسيرة الرياضية

### الأندية
في 1 يوليو 2001 انضم نقاش إلى بارادو الجزائري تحت 12 سنة.
في 1 يوليو 2011 تم تصعيده إلى الفريق الأول لبارادو. في موسمه الأول 2011-2012 وفي بطولة دوري الدرجة الثانية ساهم في احتلال فريقه المركز الرابع عشر بفارق نقطة واحدة عن منطقة الأمان وبالتالي الهبوط إلى الدرجة الثالثة (الهواة).
في 1 يوليو 2014 انتقل نقاش من بارادو إلى مولودية وهران الجزائري في صفقة انتقال حر. في موسمه الوحيد 2014-2015 وفي بطولة دوري الدرجة الأولى ساهم في احتلال فريقه المركز الثالث بفارق 4 نقاط عن البطل وفاق سطيف وبالتالي تأهل في كأس الكونفيدرالية الأفريقية. وفي بطولة كأس الجزائر ساهم في وصول فريقه إلى الدور الربع النهائي.
في 1 يوليو 2015 انتقل نقاش من مولودية وهران إلى شباب بلوزداد الجزائري في صفقة انتقال حر. في موسمه الوحيد 2015-2016 وفي بطولة دوري الدرجة الأولى ساهم في احتلال فريقه المركز الثالث بفارق 14 نقطة عن البطل اتحاد الجزائر. وفي بطولة كأس الجزائر ساهم في وصول فريقه إلى الدور الثمن النهائي.
في 1 يوليو 2016 انتقل نقاش من شباب بلوزداد إلى مولودية الجزائر الجزائري في صفقة انتقال حر. في موسمه الأول 2016-2017 وفي بطولة دوري الدرجة الأولى ساهم في احتلال فريقه المركز الثالث بفارق 7 نقاط عن البطل وفاق سطيف وبالتالي تأهل إلى دوري أبطال أفريقيا. وفي بطولة كأس الجزائر ساهم في وصول فريقه إلى الدور النصف النهائي. وفي بطولة كأس السوبر الجزائري خسر فريقه من اتحاد الجزائر 2-3. وفي بطولة كأس الكونفيدرالية الأفريقية ساهم في وصول فريقه إلى الدور الربع النهائي.
في موسمه الثاني 2017-2018 وفي بطولة دوري الدرجة الأولى ساهم في احتلال فريقه المركز الخامس وبالتالي تأهل إلى كأس العرب للأندية الأبطال. وفي بطولة كأس الجزائر ساهم في وصول فريقه إلى الدور النصف النهائي. وفي بطولة دوري أبطال أفريقيا ساهم في وصول فريقه إلى دور المجموعات ولكنه فشل في الصعود إلى الدور الربع النهائي.
في موسمه الثالث 2018-2019 وفي بطولة دوري الدرجة الأولى ساهم في احتلال فريقه المركز السادس بالتالي تأهل إلى كأس العرب للأندية الأبطال. وفي بطولة كأس الجزائر ساهم في وصول فريقه إلى الدور الثمن النهائي. وفي بطولة كأس العرب للأندية الأبطال ساهم في وصول فريقه إلى الدور الربع النهائي.
في موسمه الرابع والأخير 2019-2020 وفي بطولة دوري الدرجة الأولى وفي 15 مارس 2020 قررت رابطة كرة القدم المحترفة إيقاف الموسم بسبب جائحة كورونا في الجزائر. في 29 يوليو 2020 أعلنت الرابطة أن الموسم قد انتهى وأن شباب بلوزداد سيكون البطل ومولودية الجزائر الوصيف (تأهل إلى دوري أبطال أفريقيا) وصعود أربعة فرق من الدرجة الثانية وإلغاء الهبوط للموسم الحالي. وفي بطولة كأس الجزائر ساهم في وصول فريقه إلى الدور الثمن النهائي. وفي بطولة كأس العرب للأندية الأبطال ساهم في وصول فريقه إلى الدور الربع النهائي.
في 1 سبتمبر 2020 انتقل نقاش من مولودية الجزائر إلى مولودية وهران الجزائري في صفقة انتقال حر. في موسمه الوحيد 2020-2021 وفي بطولة دوري الدرجة الأولى ساهم في احتلال فريقه المركز السادس. وفي بطولة كأس الرابطة الجزائرية ساهم في وصول فريقه إلى الدور الربع النهائي.
في 13 سبتمبر 2021 انتقل نقاش من مولودية وهران إلى الصفاقسي التونسي في صفقة انتقال حر. في موسمه الوحيد 2021-2022 وفي بطولة دوري الدرجة الأولى ساهم في احتلال فريقه المركز الثالث. وفي بطولة كأس تونس ساهم في وصول فريقه إلى الدور النصف النهائي. وفي بطولة كأس الكونفيدرالية الأفريقية ساهم في وصول فريقه إلى دور المجموعات ولكنه فشل في الصعود إلى الدور الربع النهائي.
في 7 سبتمبر 2022 انتقل نقاش من الصفاقسي إلى المحرق البحريني في صفقة انتقال حر.

## روابط خارجية
- هشام نقاش على موقع قاعدة بيانات كرة القدم.إي يو (الإنجليزية)
- هشام نقاش على موقع Soccerway.com (الإنجليزية)